# Microzetes spinosus
Microzetes spinosus är en kvalsterart som först beskrevs av Balogh och Sandór Mahunka 1981.  Microzetes spinosus ingår i släktet Microzetes och familjen Microzetidae. Inga underarter finns listade i Catalogue of Life.